# Blue Wild Angel: Live at the Isle of Wight
Blue Wild Angel: Live at the Isle of Wight dvostruki je uživo album američkog glazbenika Jimija Hendrixa, postumno objavljen 12. studenog 2002. godine od izdavačke kuće MCA Records. Album je zabilježio Hendrixov nastup na the Isle of Wight festivalu održanog 31. kolovoza 1970. godine svega tri tjedna prije njegove smrti. Neke pjesme ranije su objavljene na albumu Isle of Wight iz 1971. godine.

## O albumu
Popis pjesama na albumu poredan je točno onako kako su izvođene na koncertu. Značajnije izvedbe su tradicionalna "God Save the Queen" i cover pjesma od Beatlesa "Sgt. Pepper's Lonely Hearts Club Band". Verzija pjesme "Machine Gun" (posvećena američkim vojnicima u Vijetnamu) u trajanju od 22 minute uključuje smetnje sigurnosnog osoblja putem razglasa iz voki-tokija. CD sadrži više skladbi od DVD-a, s kojega su izostavljene "Midnight Lightning", "Hey Baby (New Rising Sun)" i "Hey Joe". Album sadrži također i 11 prethodno objavljenih singlova, 9 na prvom CD-u i 2 na drugom CD-u.

## Popis pjesama
Sve pjesme napisao je Jimi Hendrix, osim gdje je to drugačije naznačeno.
| 1.  | »God Save the Queen«                    |                              | 3:54  |
| 2.  | »Sgt. Pepper's Lonely Hearts Club Band« | (John Lennon, Paul McCartney | 0:49  |
| 3.  | »Spanish Castle Magic«                  |                              | 5:09  |
| 4.  | »All Along the Watchtower«              | Bob Dylan                    | 5:39  |
| 5.  | »Machine Gun«                           |                              | 22:10 |
| 6.  | »Lover Man«                             |                              | 2:58  |
| 7.  | »Freedom«                               |                              | 4:36  |
| 8.  | »Red House«                             |                              | 11:36 |
| 9.  | »Dolly Dagger«                          |                              | 6:01  |
| 10. | »Midnight Lightning«                    |                              | 6:23  |

| 1. | »Foxy Lady«                    |               | 9:11 |
| 2. | »Message to Love«              |               | 6:23 |
| 3. | »Hey Baby (New Rising Sun)«    |               | 6:58 |
| 4. | »Ezy Ryder«                    |               | 4:34 |
| 5. | »Hey Joe«                      | Billy Roberts | 4:32 |
| 6. | »Purple Haze«                  |               | 3:31 |
| 7. | »Voodoo Child (Slight Return)« |               | 8:16 |
| 8. | »In From the Storm«            |               | 6:14 |

### Singlovi na CD-u
| Br. | Skladba                                 | Autor             | Trajanje |
| --- | --------------------------------------- | ----------------- | -------- |
| 1.  | »God Save the Queen« (tradicionalna)    |                   | 3:54     |
| 2.  | »Sgt. Pepper's Lonely Hearts Club Band« | Lennon, McCartney | 0:49     |
| 3.  | »Spanish Castle Magic«                  |                   | 5:09     |
| 4.  | »All Along the Watchtower«              | Dylan             | 5:39     |
| 5.  | »Machine Gun«                           |                   | 22:10    |
| 6.  | »Lover Man«                             |                   | 2:58     |
| 7.  | »Freedom«                               |                   | 4:36     |
| 8.  | »Red House«                             |                   | 11:36    |
| 9.  | »Dolly Dagger«                          |                   | 6:01     |
| 10. | »Hey Baby (New Rising Sun)«             |                   | 6:58     |
| 11. | »In From the Storm«                     |                   | 6:14     |

### DVD
| Br. | Skladba                                 | Autor             | Trajanje |
| --- | --------------------------------------- | ----------------- | -------- |
| 1.  | »God Save the Queen« (tradicionalna)    |                   |          |
| 2.  | »Sgt. Pepper's Lonely Hearts Club Band« | Lennon, McCartney |          |
| 3.  | »Spanish Castle Magic«                  |                   |          |
| 4.  | »All Along the Watchtower«              | Dylan             |          |
| 5.  | »Machine Gun«                           |                   |          |
| 6.  | »Lover Man«                             |                   |          |
| 7.  | »Freedom«                               |                   |          |
| 8.  | »Red House«                             |                   |          |
| 9.  | »Dolly Dagger«                          |                   |          |
| 10. | »Foxey Lady«                            |                   |          |
| 11. | »Message to Love«                       |                   |          |
| 12. | »Ezy Ryder«                             |                   |          |
| 13. | »Purple Haze«                           |                   |          |
| 14. | »Voodoo Child (Slight Return)«          |                   |          |
| 15. | »In From the Storm«                     |                   |          |

## Izvođači
- Jimi Hendrix – električna gitara, vokal
- Mitch Mitchell – bubnjevi
- Billy Cox – bas-gitara

### Produkcija
- Producenti - Janie Hendrix, Eddie Kramer, John McDermott
- Eddie Kramer - tehničar, mastering, miks
- George Marino - mastering
- Keith Altham - osvrt na projekt
- Chris Walter - fotografija
- Jean-Pierre Leloir -fotografija
- Smay Vision - Dizajn
- Steve Hiett - fotografija
- Barry Gruber - stručni suradnik, foto suradnik
- Cameron Webb - asistent miks pulta, asistent
- Jim Marshall - fotografija

## Vanjske poveznice
- Discogs - recenzija albuma